# 菲臘比·美路
菲臘比·美路·迪卡維奴（葡萄牙語：Felipe Melo de Carvalho，1983年6月26日—）出生於沃尔塔雷东达，巴西足球運動員，司職防守中場，現效力富明尼斯。

## 球會
美路於本土球會法林明高、高士路和甘美奧展開其職業足球生涯。

### 馬略卡、桑坦德及艾美利亞
美路期後移民西班牙，於2004/05球季季尾加盟馬略卡。不久，他轉投桑坦德，兩年後轉會艾美利亞。

### 費倫天拿
在艾美利亞的首季，美路表現不俗，首到意甲球會費倫天拿所賞識，以一千三百萬歐羅轉會費，於2008/09球季加盟費倫天拿。這宗轉會於西甲聯賽艾美利亞對戰維爾瓦後落實。處子戰是在歐聯第三圈外圍賽對布拉格斯拉維亞的首回合，於意甲對阿特蘭大為「紫百合」取得首個入球。

### 祖雲達斯
2009年6月30日，由於在洲際國家盃的表現大獲好評，費倫天拿和美路簽下一份全新的五年合約，而解約費是二千五百萬歐羅，同時，阿仙奴宣布斟介。但幾天後，美路接受祖雲達斯開出的條件，兩隊同意以二千零五十萬歐羅再加上馬基安尼，以換取美路的加盟，2009年7月15日交易完成。

## 國家隊
梅洛於2009年2月10日首次代表巴西國家隊參賽，友賽意大利並以2:0取勝。2010世盃外圍賽對秘魯取得國家隊首個入球。2009年洲際國家盃，美路在3:0擊敗美國先開紀錄。美路在五場賽事悉數正選上陣，助巴西取得冠軍。

在2010年南非世界杯上，梅洛在1/4决赛对阵荷兰队的比赛前表现尚可，但是在这场比赛里却犯下大错。上半场梅洛助攻罗比尼奥打进一球，但下半时他却在防守中与本方门将儒利奥·塞萨尔撞在一起，而斯内德的传中球打到了梅洛身上飞进了自家大门，不过梅洛的悲剧并没有结束，之后他恶意踩踏荷兰边锋罗本被当值主裁判西村雄一直接罚下，最终荷兰队反败为胜，巴西隊亦宣告出局。

## 榮譽
法林明高
- 州聯賽：2001
- 巴西聯賽冠軍盃：2001

高士路
- 巴甲：2003
- 巴西盃：2003
- 州聯賽：2003

國際賽
- 洲際國家盃: 2009年

## 外部連結
- ESPN足球數據網 （页面存档备份，存于）
- Sambafoot.com資料
- goal.com （页面存档备份，存于）